# Кампофиорито
Кампофиорѝто (на италиански: Campofiorito, на сицилиански Campuciurutu, Кампучуруту) е село и община в Южна Италия, провинция Палермо, автономен регион и остров Сицилия. Разположено е на 660 m надморска височина. Населението на общината е 1353 души (към 2010 г.).